# El patriota
El patriota (títol original en anglès: The Patriot) és una pel·lícula de drama històric de 2000, dirigida per Roland Emmerich i protagonitzada per Mel Gibson. Va ser produïda per Mutual Film Company i Centropolis Entertainment, escrita per Robert Rodat i distribuïda per Columbia Pictures.

## Argument
La pel·lícula té lloc, principalment, a Carolina del Sud i descriu els esdeveniments ficticis dins de la vida d'un heroi durant la Guerra de la Independència dels Estats Units.
Al començament de la Guerra de la Independència dels Estats Units, en Benjamin Martin (Mel Gibson) és un veterà de la Guerra franco-índia de Carolina del Sud, vidu i amb set fills. En Gabriel (Heath Ledger), el fill més gran, té ganes d'unir-se a l'exèrcit per a lluitar contra la Gran Bretanya per a la independència. Coneixent les conseqüències que porta la guerra, en Benjamin intenta que el seu fill desisteixi, però no ho aconsegueix.
En Gabriel torna a casa seva dos anys més tard, ferit. L'endemà, una disputa militar arriba a la granja dels Martin per a curar els ferits dels dos bàndols. Els soldats britànics -l'atroç cavalleria dels Green Dragoons- arriben i maten els ferits americans, incendien la casa d'en Martin i detenen en Gabriel acusant-lo d'espia, tractant de penjar-lo. El segon fill d'en Benjamin, en Thomas (Smith) és assassinat pel líder dels Green Dragoons, el Coronel William Tavington (Jason Isaacs).
En Benjamin i els seus dos fills més petits, en Nathan (Morgan) i en Samuel (Chafin) maten la majoria dels soldats en una emboscada i alliberen en Gabriel. Els nens s'horroritzen en veure per primera vegada la ferotgia de què és capaç el seu pare. En Gabriel torna a unir-se a l'exèrcit contra la voluntat del seu pare, i comença la feina com a soldat. En Benjamin decideix allistar-se juntament amb el seu fill, deixant la resta dels nens sota la cura de la seva tieta Charlotte (Joely Richardson), la cunyada d'en Benjamin.
El Coronel Harry Burwell (Cooper), qui havia lluitat prèviament juntament amb en Benjamin, li demana que organitzi una milícia creada per a mantenir els britànics, liderats per en General Cornwallis (Wilkinson) al sud fins que l'exèrcit francès aconsegueixi arribar per a ajudar. L'oficial francès Jean Villeneuve (Karyo) es presenta per a ajudar a entrenar els milicians.
Els milicians d'en Benjamin ataquen els subministraments dels britànics. Per a combatre'ls, Cornwallis porta a Tavington fins a la casa on es refugia la família d'en Ben i incendia les plantacions. Tanmateix, la família n'escapa i fuig a un lloc segur amb en Gabriel. Aquest es casa amb la seva amiga de la infància (Brenner). Poc després, Anne, juntament amb la seva família i tota la gent del poble, és cremada viva dins d'una església per en Tavington.
En Gabriel, encegat per la seva set de venjança, se separa dels milicians amb un petit grup per a buscar els responsables de la matança. Durant la lluita feroç, Tavington mata en Gabriel i fuig. En Ben se sent destruït i decideix deixar de combatre, però aviat torna amb els seus companys per a venjar els seus dos fills, i finalment aconsegueix acabar amb en Tavington. Poc després, en Cornwallis es rendeix.
En Martin i la seva família tornen a casa seva i troben els milicians, els quals estan ajudant a reconstruir-la. Occam (Jones) li diu a en Ben, "en Gabriel va dir que si guanyàvem la guerra, podríem construir un món nou. Decidim començar aquí, amb casa teva".

## Repartiment
- Mel Gibson - Benjamin Martin
- Heath Ledger - Gabriel Edward Martin
- Gregory Smith - Thomas Martin
- Trevor Morgan - Nathan Martin
- Bryan Chafin - Samuel Martin
- Logan Lerman - William Martin
- Mika Boorem - Margaret Martin
- Skye McCole Bartusiak - Susan Martin
- Joely Richardson - Charlotte Selton
- Jason Isaacs - Coronel William Tavington
- Chris Cooper - Coronel Harry Burwell
- Tchéky Karyo - Major Jean Villeneuve
- René Auberjonois - Reverend Oliver
- Lisa Brenner - Anne Patricia Howard Martin
- Tom Wilkinson - Charles, Lord Cornwallis
- Peter Woodward - Brigadier General Charles O'Hara
- Donal Logue - Dan Scott
- Leon Rippy - John Billings
- Adam Baldwin - Capità James Wilkins
- Jamieson Price - Capità Bordon
- Jay Arlen Jones - Occam
- Joey D. Vieira - Peter Howard
- Zach Hanner - Oficial britànic
- Terry Layman - General George Washington.
- Andy Stahl - General Nathanael Greene.
- Grahame Wood - Oficial britànic

## Premis i nominacions
| Any  | Premi        | Categoria           | Nominació                                     | Resultat  | Ref.  |
| ---- | ------------ | ------------------- | --------------------------------------------- | --------- | ----- |
| 2000 | Premis Oscar | Millor fotografia   | Caleb Deschanel                               | Nominat   | [ 2 ] |
| 2000 | Premis Oscar | Millor banda sonora | John Williams                                 | Nominat   | [ 2 ] |
| 2000 | Premis Oscar | Millor so           | Kevin O'Connell, Greg P. Russell i Lee Orloff | Nominants | [ 2 ] |